# خوسيه أنخيل إيبانيز
خوسيه أنخيل إيبانيز هو سياسي مكسيكي، ولد في 31 مايو 1950 في Canatlán Municipality ‏ في المكسيك، وتوفي في 1 أكتوبر 2011. نشط حزبياً في الحزب الثوري المؤسساتي. وقد انتخب عضو مجلس النواب المكسيك ‏.